# Schaatsen.nl
Schaatsen.nl is een Nederlandse schaatswebsite en voormalig schaatstijdschrift met journalistieke berichtgeving over de schaats- en skeelersport. Vóór 2011 droeg het tijdschrift de naam SchaatsSport.
Na het stopzetten van het tijdschrift ging Schaatsen.nl door als digitaal medium, met naast een website ook (mobiele) apps, in samenwerking met de KNSB.